# Cicerbita zeravschanica
Cicerbita zeravschanica là một loài thực vật có hoa trong họ Cúc. Loài này được Kovalevsk. mô tả khoa học đầu tiên năm 1962.